# العلاقات الليبيرية الموزمبيقية
العلاقات الليبيرية الموزمبيقية هي العلاقات الثنائية التي تجمع بين ليبيريا وموزمبيق.

## مقارنة بين البلدين
هذه مقارنة عامة ومرجعية للدولتين:
| وجه المقارنة                                              | ليبيريا      | موزمبيق          |
| --------------------------------------------------------- | ------------ | ---------------- |
| المساحة (كم2)                                             | 111.37 ألف   | 801.59 ألف       |
| عدد السكان (نسمة)                                         | 4.73 مليون   | 29.67 مليون      |
| الكثافة السكانية (ن./كم²)                                 | 42.47        | 37.01            |
| العاصمة                                                   | مونروفيا     | مابوتو           |
| اللغة الرسمية                                             | لغة إنجليزية | اللغة البرتغالية |
| العملة                                                    | دولار ليبيري | متكال موزمبيقي   |
| الناتج المحلي الإجمالي (بليون دولار)                      | 2.16 مليار   | 12.33 مليار      |
| الناتج المحلي الإجمالي (تعادل القوة الشرائية) بليون دولار | 3.76 مليار   | 33.35 مليار      |
| الناتج المحلي الإجمالي الاسمي للفرد دولار أمريكي          | 455          | 529              |
| الناتج المحلي الإجمالي للفرد دولار أمريكي                 | 842          | 1.13 ألف         |
| مؤشر التنمية البشرية                                      | 0.430        | 0.416            |
| رمز المكالمات الدولي                                      | +231         | +258             |
| رمز الإنترنت                                              | .lr          | .mz              |
| المنطقة الزمنية                                           | 00           | ت ع م+02:00      |

## منظمات دولية مشتركة
يشترك البلدان في عضوية مجموعة من المنظمات الدولية، منها:
| علم المنظمة | اسم المنظمة                                 | تاريخ انضمام ليبيريا | تاريخ انضمام موزمبيق |
| ----------- | ------------------------------------------- | -------------------- | -------------------- |
|             | الاتحاد البريدي العالمي                     | ?                    | ?                    |
|             | مؤسسة التنمية الدولية                       | 28 مارس 1962         | 24 سبتمبر 1984       |
|             | منظمة حظر الأسلحة الكيميائية                | ?                    | ?                    |
|             | الأمم المتحدة                               | 2 نوفمبر 1945        | 16 سبتمبر 1975       |
|             | الاتحاد الأفريقي                            | ?                    | ?                    |
|             | وكالة ضمان الاستثمار متعدد الأطراف          | 12 أبريل 2007        | 23 نوفمبر 1994       |
|             | منظمة الشرطة الجنائية الدولية               | ?                    | ?                    |
|             | مؤسسة التمويل الدولية                       | 28 مارس 1962         | 24 سبتمبر 1984       |
|             | مجموعة دول أفريقيا والكاريبي والمحيط الهادئ | ?                    | ?                    |
|             | البنك الدولي للإنشاء والتعمير               | 28 مارس 1962         | 24 سبتمبر 1984       |
|             | الاتحاد الدولي للاتصالات                    | 10 أكتوبر 1927       | 4 نوفمبر 1975        |
|             | البنك الإفريقي للتنمية                      | ?                    | ?                    |
|             | المركز الدولي لتسوية المنازعات الاستشارية   | 16 يوليو 1970        | 7 يوليو 1995         |
|             | يونسكو                                      | 6 مارس 1947          | 11 أكتوبر 1976       |

## وصلات خارجية
- موقع وزارة الخارجية الليبيرية
- موقع وزارة الخارجية الموزمبيقية